# Thylogale browni
El pademelón de Brown (Thylogale browni) es una especie de marsupial de la familia Macropodidae. Se encuentra en Nueva Guinea e islas circundantes, tanto en Papúa Occidental de Indonesia como en Papúa Nueva Guinea. Su hábitat natural son los bosques tropicales, las sabanas, el matorral seco tropical  y los pastizales de tierras bajas. Está amenazada por pérdida de hábitat.